# Anisodera elongata
Anisodera elongata es un coleóptero de la familia Chrysomelidae.
Fue descrita científicamente por primera vez en 1885 por Gestro.